# Helosciomyzidae
Famille
Les Helosciomyzidae sont une famille de diptères.

## Liste des genres
Selon BioLib (19 mai 2019) :
- genre Cobergius Barnes, 1981
- genre Dasysciomyza
- genre Eurotocus Steyskal in Steyskal & Knutson, 1979
- genre Helosciomyza Hendel, 1917
- genre Luta McAlpine, 2012
- genre Napaeosciomyza
- genre Neosciomyza Barnes, 1981
- genre Polytocus
- genre Sciogriphoneura
- genre Scordalus
- genre Xenosciomyza